# Rod´kino (obwód smoleński)
Rod´kino (ros. Родькино) – wieś (ros. деревня, trb. dieriewnia) w zachodniej Rosji, w osiedlu wiejskim Ponizowskoje rejonu rudniańskiego w obwodzie smoleńskim.

## Geografia
Miejscowość położona jest nad Bałazną, 2 km od granicy z Białorusią, przy drodze regionalnej 66N-1630 (66A-4 – Rodźkino), 4 km od drogi regionalnej 66A-4 (Dubrowo / 66K-30 – Uzgorki – granica z Białorusią / Kałyszki), 11 km od drogi regionalnej 66K-30 (Diemidow – Zaozierje), 11 km od centrum administracyjnego osiedla wiejskiego (sieło Ponizowje), 32 km od centrum administracyjnego rejonu (Rudnia), 85,5 km od Smoleńska.

## Historia
W czasie II wojny światowej od lipca 1941 roku dieriewnia była okupowana przez hitlerowców. Wyzwolenie nastąpiło we wrześniu 1943 roku.

## Demografia
W 2010 r. miejscowość zamieszkiwały 2 osoby.